# Idiot du village

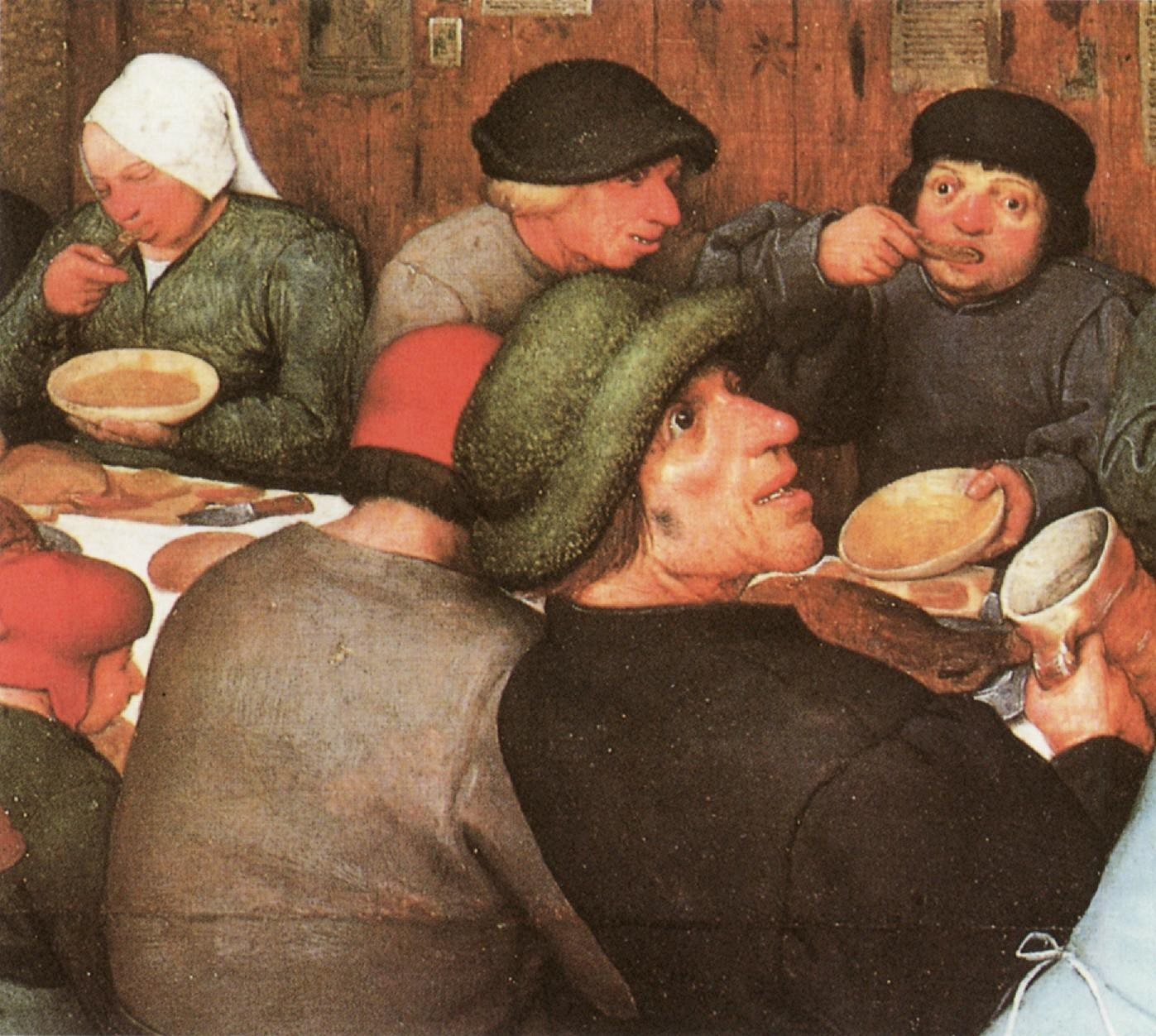
Découpe centrale du tableau Le Repas de noce de Pieter Brueghel mettant en évidence l'idiot du village.

L'idiot du village est dans son acception première une personne connue localement pour son ignorance ou sa bêtise. Cette expression péjorative peut également désigner le stéréotype d'un handicapé mental. Enfin, il est parfois utilisé pour désigner quelqu'un d’exagérément optimiste, irréaliste voire naïf.

## Histoire et sociologie
L'idiot du village a longtemps été considéré comme un rôle social acceptable dans la mesure où il était un élément  à part entière du fonctionnement social de sa communauté d'appartenance.
Dans son ouvrage Stigmate. Les usages sociaux des handicaps (1963), Erving Goffman développe une typologie de la déviance dont l'un des quatre grands types, le type « intégré » est illustré par la figure de l'idiot du village.

## Sociologie du loisir
Par analogie et reprenant ainsi un titre d'ouvrage de Jean-Didier Urbain (Jean-Didier Urbain, L'idiot du voyage : histoires de touristes, Payot, 2002), l'idiot du voyage représente dans la littérature scientifique, « le mauvais voyageur [...] le visiteur médiocre et inculte. [...] L'idiot du voyage est au monde ce que l'idiot du village est au terroir. Bref, un idiot avant tout. »

### Ouvrages scientifiques
- Isabelle Dessonnaz, L'idiot du village : représentations de la folie dans le Valais (XVIIIe siècle au XXIe siècle), Institut d'études sociales, 1986, 334 p. (lire en ligne)
- Erving Goffman (trad. Alain Kihm), Stigmate. Les usages sociaux des handicaps, Paris, Les Éditions de Minuit, coll. « Le Sens commun », 1975, 175 p. (ISBN 2-7073-0079-9)
- Margarita Xanthakou, Idiots de village : conversations ethnopsychiatriques en Péloponnèse, Toulouse, Presses universitaires du Mirail-Toulouse, 1990, 316 p. (ISBN 2-85816-095-3, lire en ligne)

### Œuvres fictionnelles
- Jude Stéfan, L'idiot de village : nouvelles, Seyssel, Champ Vallon, 2008, 124 p. (ISBN 978-2-87673-489-0, lire en ligne)
- Patrick Rambaud, L'idiot du village, Grasset, 2005, 198 p. (ISBN 978-2-246-44899-0, lire en ligne)
- Christian Male, On l'appelait l'idiot du village : roman, Paris, BoD France, 2012, 234 p. (ISBN 978-2-8106-2570-3, lire en ligne)